# Бојни крсташ
Бојни крсташ (енгл. Battlecruiser, рус. Линейный крейсер, фр. Croiseur de bataille) — подкласа бојног брода, са истим наоружањем и истог изгледа као бојни бродови, али са већом брзином и тањим оклопом. Појавили су се почетком XX века, као даљи развој оклопних крсташа. Основни задатак им је био да буду претходница главних снага флоте, а вршили су и улогу брзих крила флотних састава. Ти бојни крсташи били су слични бојним бродовима, али им је брзина била већа за 5-6 чворова (преко 30 чворова), а главна артиљерија (280—305 мм) имала је 2-4 оруђа мање.
Резултати поморских битака Првог светског рата, као и Вашингтонски поморски споразум 1922. године, утицали су на прекид развоја бојних крсташа. Даљим усавршавањем погонских уређаја, довело је до спајања бојних крсташа и бојних бродова дреднота у нову класу брзих бојних бродова. Ипак, одређени број бродова, изграђених током 1930-тих и 1940-их година, често су у војно-поморским литературама названи бојним крсташима, јер су били већи од тешких крстарица, а мањи од новоизграђених бојних бродова. Последњи класични бојни крсташ, био је турски брод Јавуз (бивши немачки бојни крсташ Гебен), који је обрисан из списка турске флоте 1954. године.

## Рођење бојних крсташа
На изглед првих бојних крсташа утицала су два фактора. Прво, у Великој Британији је започета изградња нове генерације бојних бродова, познати као Дредноти. Пошто стари оклопни крсташи, дизајнирани да садејствују са бојним бродовима преддреднотима, нису задовољавали захтеве за садејством са новом генерацијом бојних бродова, одлучено је да се развије нови тип оклопних крсташа. Друго, на појаву нове класе је утицала и некритичка оцена дејства јапанских оклопних крсташа током Руско-јапанског рата. Поморски стручњаци, били су импресионирани успешним учешћем ових бродова у бици код Цушиме. Чињенице о слабости руске ескадре и лоше тактичко руковођење њеног команданта, потпуно су игнорисани. Као резултат тога, 1904. године, британски адмиралитет је формирао посебан одбор за дизајн новог оклопног крсташа, под руководством Џона “Џека“ Фишера, који је постао Први лорд Адмиралитета.
Одбор је углавном пошао од Фишеровог пројекта оклопног крсташа Анпроучибл (енгл. Unapproachable). По пројекту, требало је изградити увеличани оклопни крсташ Вориор са главном артиљеријом калибра 234 мм — 16 топа у 8 двоцевних кула. Маса брода требало је да износи 15.000 тона, брзина 25 чворова, оклопни појас 152 мм, а оклоп на кулама главне артиљерије 203 мм. Међутим Руско-јапански рат је показао значај артиљеријске ватре на већим даљинама, што наводи одбор, да узме у разматрање повећање калибра главне артиљерије. Као резултат тога, одбор је одлучио да на новим крсташима треба повећати артиљерију главног калибра на 305 мм, у том тренутку највећи калибар у британској Краљевској морнарици. Како се захтевало за брзином знатно већом него код Дреднота, неопходно је било да се нешто жртвује. Веровало се да крсташ не може бити бољи од бојног брода. У међувремену, 1905. године, професор у Масачусетској бродоградитељској школи, Б. Ховгард, предложио је, да нови крсташи не треба да парирају бојним бродовима у наоружању и оклопу, али да имају већу брзину на штету крупних размера
Сагледавши различите чињенице и претпоставке, настао је пројекат крсташа са смањеним бројем топова главне артиљерије, и смањеном оклопном заштитом, али већих димензија и брзине у односу на бојни брод Дреднот. У почетку је нови крсташ осмишљен као нова генерација оклопних крсташа, затим је промењено име у крстарица разарач, да би 1911. године, добио назив „Бојни крсташ” (енгл. Battlecruiser). Нова класа бродова, требало је да обавља следеће задатке:
- Извиђање;
- Подршка и садејство са мањим бродовима извиђачима;
- Самостално дејство, са циљем уништења непријатељских извиђача и рејдера;
- Пресецање одступнице непријатељској флоти;
- Брзо опкољавање непријатеља у току борбених дејстава[8].

Мишљења поморских стручњака, о новој класи капиталних бродова, било је различито, а већина је била посебно забринута о заштитним својствима крсташа. Та страховања су посебо изражена у годишњаку Брасеја, у коме је 1908. године написано:
„Бродови тако великих размера и брзине, нису погодни за задатке крстарица. Још већи приговор на постојање бродова овог типа је: Адмирал, који има крсташе класе Инвинсибл, у својој флоти, без сумње ће их послати у борбу, где би релативно танак оклоп био велика мана, а брзина губи вредност”.
Прву фазу обележавају два различита пута развоја бојних крсташа. Британци се ослањају на ватрену моћ и брзину, надајући се да ће тиме диктирати начин борбе. Оклопљавање је због услова ограничавање тежине, морало да се жртвује. Напротив, са друге стране немачки крсташи имају мању брзину, и мањи калибар топова главне артиљерије, али су обратили велику пажњу на оклопну заштиту палубе и појаса брода, као и оклопну заштиту купола главне артиљерије.
| Упоредна табела техничко-тактичких карактеристика првих бојних бродова дреднота и бојних крсташа |                          |                          |                                               |                            |
|                                                                                                  | «Дреднот»                | «Инвинсибл»              | «Насау»                                       | «Фон дер Тан»              |
| Земље                                                                                            | Велика Британија         | Велика Британија         | Немачко царство                               | Немачко царство            |
| Тип брода                                                                                        | бојни брод               | бојни крсташ             | бојни брод                                    | бојни крсташ               |
| Датум почетка градње                                                                             | 2. октобар 1905          | 2. април 1906            | 22. јул 1907                                  | 25. март 1908              |
| Датум уласка у службу                                                                            | 2. децембар 1906         | 20. март 1909            | 3. мај 1910                                   | 20. фебруар 1911           |
| Стандардна депласман, т                                                                          | 18.110                   | 17.420                   | 18.570                                        | 19.370                     |
| Пуни депласман, т                                                                                | 21.845                   | 20.078                   | 21.000                                        | 21.700                     |
| Дужина и ширина, м                                                                               | 160,6×25                 | 172,8×23,9               | 146,1×26,9                                    | 171,7×26,6                 |
| Однос дужине и ширине                                                                            | 6,42                     | 7,23                     | 5,43                                          | 6,45                       |
| Артиљерија главног калибра                                                                       | 10×305 мм/45             | 8×305 мм/45              | 12×280 мм/45                                  | 8×280 мм/45                |
| Број дејствујућих топова главне артиљерије, преко бока                                           | 8                        | 6-8                      | 8                                             | 8                          |
| Помоћно наоружање                                                                                | 27×76 мм                 | 16×102 мм/45             | 12×150 мм/45 16×88 мм/45                      | 10×150 мм/45 16-их88 мм/45 |
| Оклопни појас, мм                                                                                | 102 - 280                | 102 - 152                | 80 - 300                                      | 80 - 250                   |
| Оклоп палубе, мм                                                                                 | 35 - 76                  | 20 - 65                  | 55                                            | 50                         |
| Оклоп куле главне артиљерије, мм                                                                 | 280                      | 178                      | 280                                           | 230                        |
| Масса оклопа, т                                                                                  | 5000                     | 3460                     | 6685                                          | 6450                       |
| Маса оклопа у % од нормалне тежине брода                                                         | 27,9                     | 20,1                     | 36                                            | 33,3                       |
| Енергетско постројење                                                                            | парне турбине, 23 000 КС | парне турбине, 41 000 КС | парне турбине троструке експанзије, 22 000 КС | парне турбине, 43 600 КС   |
| Маса енергетског постројења, т                                                                   | 2050                     | 3390                     | 1485                                          | ?                          |
| Маса енергетског постројења у % од стандардне тежине брода                                       | 11,5                     | 19,7                     | 8                                             | ?                          |
| Максимална брзина, чвор                                                                          | 21                       | 25,5                     | 19,5                                          | 24,75                      |

## Бојни крсташи пре Првог светског рата

### Бојни крсташи Велике Британије
Након усвајања одлуке о избору калибра 305 мм за главну артиљерију нових крсташа, са радовима се убрзо започело, али са великим тешкоћама. Посебно тешко је било питање о размештању артиљеријских кула главне артиљерије. Разматрано је 5 различитих пројеката, пре него што је усвојен оригинал - по једна кула на крми и прамцу, и још две на средини, постављене асиметрично. При оваквом распореду, уколико се желела ватра свих 8 топова, кула која се налазила са супротне стране, могла је пуцати само у сектору од 30° Но главна слабост пројекта, било је нешто сасвим друго - оклопна заштита није премашила веома скромно оклопљавање претходних оклопних крсташа, те због тога није давала адекватну заштиту од тешких граната на очекиваној даљини борбе.

Реформатор Краљевске морнарице, Џон Фишер, био је апсолутно сигуран, да ће велика брзина његових најомиљенијих бродова, бити најбоља заштита. Званично, главни задатак бојних крсташа, био је извиђање и уништење непријатељских извиђача, а борбе са бојним бродовима биле би краткотрајне и на великој дистанци
“Фишерова тврдња брзина – најбоља заштита, важила је кад су бродови водили борбу на максималној даљини, но када се појавио случај да је храбри командант стао пред лице непријатеља, занемаривши основе пројекта, Инвисибл је у пуној брзини отишао у сигурну смрт”.
Градња три бојна крсташа класе Инвинсибл започета је 1906. године, и сва три улазе у строј током 1908. и 1909. године, при чему су Инфлексибл (енгл. Inflexible) и Индомитибл (ен. Indomitable) завршени пре главног носиоца класе, бојног крсташа Инвинсибл (ен. Invincible). Утисак на поморске стручњаке широм света, упоређујући могућности нових бродова са старијим оклопним крсташима, био је огроман, поготово што је британски адмиралитет активно подржавао верзију много веће борбене способности бродова, него што је она била. Посебно се претеривало са приказивањем оклопне заштите

Жртве овог дезинформисања били су британски доминиони — Аустралија и Нови Зеланд. Када је у Великој Британији започета градња серије Индифетигебл (ен. Indefatigable), мало побољшане верзије класе Инвинсибл, доминиони су пожелели да и они добију супер крстарице. Као резултат тога, 2 од 3 брода класе Индифетигебл, додељена су доминионима - Острелиа (енгл. Australia) и Њу Зиланд (ен. New Zealand). Једино право побољшање у односу на претходну класу Инвинсибл, био је бољи распоред топовских кула главне артиљерије, тако да су свих 8 топова могла по потреби пуцати и са једне и са друге стране брода. Сви остали недостаци остали су исти, укључујући и оклопну заштиту. Сва три брода улазе у сатав флоте од 1911. до 1913. године. Главни бродоградитељ Краљевске морнарице Д’ Енкуорт је касније јасно рекао:
“Посматрајући историју пројектовања бојних крсташа, ја не схватам зашто је било боље направити лош Индифетигебл пројекат, који је у суштини поновљени Инвинсибл, и већ је застарео, уместо да је развијен побољшани дизајн са оклопом приближно једнаким бојним крсташима Молтке и Гебен, изграђеним у исто време”
У међувремену, на новим британским бојним бродовима, почели су да се уграђују топови главног калибра од 343 мм. Наравно, одмах се појавила жеља, да се тај исти калибар топова главне артиљерије, постави и на нове бојне крсташе. Тежина нових бродова драстично је порасла на 30.000 тона и више, у пуном оптерећењу, артиљерију главног калибра су сачињавала 8 топова калибра 343 мм, али лоше размештених, док је брзина порасла за пар чворова. Међутим сви главни недостаци преткодних класа, остали су непромењени. Иако је класа Лајон била боље оклопљена од својих претходника, и даље је ниво заштите био неадекватан. Тачније, дебљина оклопа од 229 мм, која је наведена за бокове, протезала се само дуж машинских одељења, док је на осталим местима, оклоп био много тањи.

Краљевска морнарица поручила је 3 бојна крсташа тог типа - Лајон (ен. Lion), Принцес Ројал (ен. Princess Royal), и Квин Мери (ен. Queen Mary), који се мало разликовао од прва два. Сва три бојна крсташа су ушла у састав британске морнарице током 1912. и 1913. године. Ови бојни крсташи били су први у пар ствари: први бојни крсташи који су били већи од модерних бојних бродова, први бродови у Великој Биртанији, чија је цена била већа од 2.000.000 фунти. Као и код ранијих класа британских бојних крсташа, и за ову класу су почеле да се шире разне дезинформације:
“У штампи су се појави апсурдни извештаји о брзини ових бродова. Приписиване цифре, биле су заиста смешне. У извештају је стајало да Принцес Ројал има брзину од 33,5 чвора, постигнути максимум од 34,7 чвора, а за Лајон се тврдило да је брзина 31,78 чвора“
Реална максимална брзина коју су постизали ови бродови, била је доста мања; Принцес Ројал - 28,5 чвора, а Лајон - 27 чворова.
Британска фирма Викерс је 1911. године победила на конкурсу за пројекат бојног крсташа за потребе јапанске флоте, и отпочела је изградњу носиоца класе, бојног крсташа Конго. Из војно-поморских литература, на основу датих карактеристика, могло се видети, да је класа Конго очигледно супериорнија у односу на класу Лајон Ово се посебно односило на распоред топовских кула главне артиљерије. Убрзо, главни конструктор пројекта Конго, господин Џорџ Турстон, предложио је сличан пројекат британској морнарици. Тако је настао последњи британски предратни бојни крсташ – Тајгер (ен. Tiger).
Тежина је поново повећана, снага је повећана, а што се тиче оклопа, он није био много већи у односу на класу Лајон, али је ипак био бољи. Артиљеријске куле главног калибра, биле су постављене као и код класе Конго, што је значајно повећало угао артиљеријске ватре и поједноставило распоред машинских одељења. Може се слободно рећи да је Тајгер заиста био први борбено равноправни бојни крсташ у британској флоти. Он је био у стању да се бори са представницима своје врсте, без стварања претераног ризика. У флоту је примљен новембра 1914. године, пар месеци након почетка Првог светског рата.
| Тактичко-техничке карактеристике британских предратних бојних крсташа |                          |                          |                          |                          |                          |
|                                                                       | «Инвинсибл»              | «Индифетигебл»           | «Лајон»                  | «Квин Мери»              | «Тајгер»                 |
| Стандардни депласман, т                                               | 17.420                   | 18.500                   | 26.270                   | 26.770                   | 28.500                   |
| Пуни депласман, т                                                     | 20.078                   | 22.080                   | 29.680                   | 31.650                   | 35.710                   |
| Артиљерија главног калибра                                            | 8x305 мм/45              | 8x305 мм/45              | 8x343 мм/45              | 8x343 мм/45              | 8x343 мм/45              |
| Помоћно наоружање                                                     | 16x102 мм/45             | 16x102 мм/50             | 16x102 мм/50             | 16x102 мм/50             | 12x152 мм/45             |
| Оклопни појас, мм                                                     | 102 - 152                | 102 - 152                | 102 - 229                | 102 - 229                | 76 - 229                 |
| Оклоп палубе, мм                                                      | 20 - 65                  | 25 - 65                  | 25 - 65                  | 25 - 65                  | 25 - 76                  |
| Оклоп топовске куле, мм                                               | 178                      | 178                      | 229                      | 229                      | 229                      |
| Енергетско постројење                                                 | парне турбине, 41 000 КС | парне турбине, 44 000 КС | парна турбина, 70 000 КС | парна турбина, 75 000 КС | парна турбина, 85 000 КС |
| Максимална брзина, чвор                                               | 25,5                     | 25                       | 27                       | 27,5                     | 28                       |

### Бојни крсташи Немачке
Први покушај Немаца у изградњи нове генерације великих крсташа, показао се неуспешним. Иако Блихер (нем. Blücher) није био директан одговор на Инвинсибл, информације које су долазиле из Велике Британије, узете су у обзир приликом припрема нацрта. Када су постале познате праве карактеристике британског брода, Немци нису направили никакву измену. У одбрану немачких конструктора може се рећи, да они нису могли замислити појаву тако неуравнотежене борбене јединице. Иако је британски крсташ био наоружан артиљеријом од 305 мм, а Блихер знатно слабијим калибром 210 мм, градња је већ отишла сувише далеко, да би била прекинута. Као резултат тога, немачка ратна морнарица је добила један нестандарни брод, који је назван јединственим именом за то време – “тешка крстарица”.
Треба напоменути да је израз “бојни крсташ” (нем. Schlachtkreuzer), почео да се употребљава у немачкој морнарици тек после Првог светског рата. До тада, бродови ове класе, називани су “велике крстарице” (нем. Große Kreuzer), при чему су у ту класу сврстани и оклопни крсташи, упркос огромној разлици у величини и борбеним способностима.
Први прави немачки бојни крсташ, имао је посебан немачки приступ изградњи нове класе бродова. За разлику од првих британских бојних крсташа, Фон дер Тан (нем. Von der Tann) је представљао веома добро избалансирану конструкцију. Количином и распоредом артиљеријских кула главног калибра, подсећао је на британски Инвинсибл, али сектор ватреног дејства кула преко бока, био је знатно већи него код британског. По брзини, немачки брод ни најмање није заостајао за британским, али је зато по питању заштите, предност Фон дер Тана, била огромна. Простор за оклопљавање бокова, и дебљина оклопа, драстично су надмашивали британске показатеље.
Као резултат тога, немачки бојни крсташ је одмах довео у питање Фишерову тврдњу, да је брзина најбоља заштита. Због приближно исте брзине, од њега је било јако тешко побећи, а због изузетно јаког оклопа, артиљеријски двобој Инвинсибла или Индифетигебла са њим, био је јако непожељан.
| Упоређење тактичко-техничких карактеристика бојних крсташа Индефетигебл и Фон дер Тан |                          |                           |
|                                                                                       | «Индефетигебл»           | «Фон дер Тан»             |
| Земља                                                                                 | Велика Британија         | Немачко царство           |
| Датум почетка градње                                                                  | 23. фебруар 1909         | 25. март 1908             |
| Датум уласка у службу                                                                 | април 1911               | 20. фебруар 1911          |
| Стандардни депласман, т                                                               | 18.500                   | 19.370                    |
| Пуни депласман, т                                                                     | 22.080                   | 21.700                    |
| Дужина и ширина, м                                                                    | 179,8×24,4               | 171,7×26,6                |
| Однос дужине и ширине                                                                 | 7,37                     | 6,45                      |
| Артиљерија главног калибра                                                            | 8×305 мм/45              | 8×280 мм/45               |
| Број дејствујућих топова главне артиљерије, преко бока                                | 8                        | 8                         |
| Тежина плотуна главне артиљерије, кг                                                  | 3.048                    | 2.416                     |
| Помоћно наоружање                                                                     | 16×102 мм/50             | 10×150 мм/45, 16×88 мм/45 |
| Бочни оклоп, главни оклопни појас, мм                                                 | 102 - 152                | 150 - 250                 |
| Бочни оклоп, горњи оклопни појас, мм                                                  | нема                     | 150                       |
| Оклоп палубе, мм                                                                      | 25 - 65                  | 50                        |
| Оклоп куле главне артиљерије, мм                                                      | 178                      | 230                       |
| Маса оклопна, т                                                                       | 3735                     | 6450                      |
| Маса оклопа у % од нормалне тежине брода                                              | 19,9                     | 33,3                      |
| Енергетско постројење                                                                 | парна турбина, 44 000 КС | парна турбина, 43 600 КС  |
| Максимална брзина, чвор                                                               | 25                       | 24,75                     |
| Радијус дејства, миља                                                                 | 6.330                    | 4.400                     |

Бојни крсташ Фон дер Тан је по габаритима био већи од тадашњих немачких бојних бродова типа дреднот, и ушао је у службу фебруара 1911. године.
Надовезујући се на успешан пројекат, Немци крећу изградњу два брода следећег типа. То су били Молтке (нем. Moltke) и Гебен (нем. Goeben), који улазе у састав немачке флоте 1912. године. Нови пројекат је показао напредак у свему – повећена је тежина, повећана је брзина, a бродови су били наоружани са 10 топа од 280 мм/Л50, уместо са 8 топа од 280 мм/Л45, при чему је повећана почетна брзина пројектила. Што се тиче оклопа, немачки крсташи су радикално превазилазили британске конкуренте, а практично ни на један начин нису били инфериорни ни од британских бојних бродова.
Још боље постављање оклопа, било је на следећем бојном крсташу - Зајдлиц (нем. Seydlitz). Он је штавише, имао повећани прамац, чиме су биле побољшане пловне карактеристике брода. Као и остали немачки бродови, и он је био опремљен са веома напредним системом обезбеђења непотопивости. Техничке цртеже бојног крсташа, тајно је продао британцима један немачки инжењер, чудно је, да они нису били за себе извукли никакве закључке из тога. Бојни крсташ Зајдлиц је ушао у састав немачке флоте, маја 1913. године.
Сам врх развоја немачких предратних бојних крсташа, представљала су три брода наоружана топовима од 305 мм. То су: Дерфлингер (нем. Derfflinger) и Лицов (нем. Lützow), који су били истог типа, и нешто мало другачији од њих Хинденбург (нем. Hindenburg). Количина топова главне артиљерије, смањен је на 8, али се калибар повећао. Топови су били постаљени у 4 куле по шеми линеарно-узвишено, која је касније постала стандардна у свим морнарицама. Оклопљавање се у поређењу са претходним немачким бојним крсташима није много променило, а брзина је мало повећана. Дерфлингер није било најбоље избалансиран (димензија-оклоп-брзина-наоружање), али је представљао веома моћан пројекат, и многи поморски стручњаци сматрају, да је то био најбољи бојни крсташ Првог светског рата. Дерфлингер је ушао у састав немачке флоте септембра 1914. године, Лицов августа 1915. године, а Хинденбург маја 1917. године. Ипак неке тактичко-техничке карактеристике биле су на страни британских бродова: немачки бојни крсташи имали су лошије пловне каракрестике, и мању даљину пловљења. Међутим борбе немачке Флоте отвореног мора, одвијале су се редовно у близини својих обале, тако да ови недостаци нису били нешто критични.
| Тактичко-техничке карактеристике немачких бојних крсташа |                          |                          |                          |                          |                          |
|                                                          | «Фон дер Танн»           | «Молтке»                 | «Зајдлиц»                | «Дерфлингер»             | «Хинденбург»             |
| Стандардни депласман, т                                  | 19.370                   | 22.979                   | 24.988                   | 26.600                   | 26.600                   |
| Пуни депласман, т                                        | 21.700                   | 25.300                   | 28.100                   | 30.700                   | 31.000                   |
| Артиљерија главног калибра                               | 8×280 мм/45              | 10×280 мм/50             | 10×280 мм/50             | 8×305 мм/50              | 8×305 мм/50              |
| Помоћно наоружање                                        | 10×150 мм/45 16×88 мм/45 | 12×150 мм/45 12×88 мм/45 | 12×150 мм/45 12×88 мм/45 | 12×150 мм/45 4×88 мм/45  | 14×150 мм/45             |
| Бочни оклоп, главни појас, мм                            | 250                      | 270                      | 300                      | 300                      | 300                      |
| Оклоп палубе, мм                                         | 50                       | 35 + 25                  | 30 + 25                  | 30 + 25                  | 30 + 25                  |
| Оклоп куле ГА, мм                                        | 230                      | 230                      | 250                      | 270                      | 270                      |
| Енергетско постројење                                    | парне турбине, 43 600 КС | парне турбине, 52 000 КС | парне турбине, 63 000 КС | парне турбине, 63 000 КС | парне турбине, 72 000 КС |
| Максимална брзина, чвор                                  | 24,75                    | 25,5                     | 26,5                     | 26,5                     | 27,0                     |

### Бојни крсташи Јапана
После Руско-јапанског рата, јапанско морнаричко руководство оценило је високом оценом квалитет своје флоте. Значајну улогу играла је и чињеница, да је Јапан располагао са најјачим оклопним крсташима у то време – по 2 комада класе Цукуба и класе Ибуки, наоружани топовима од 305 мм, а изграђеним у домаћим бродоградилиштима.
После добијања првих информација о карактеристикама бојних крсташа класе Инвинсибл, јапански конструктори су одмах почели да раде на пројекту свог брода, и ускоро је био готов нацрт за крсташ наоружан топовима главне артиљерије од 305 мм и 254 мм. Када је постало јасно да британци имају само један калибар, пројекат је прерађен на 10 топова од 305 мм. Међутим, 1909. године, када је пројекат већ био готов, а радови само што нису отпочети, стигла је вест да се у Великој Британији граде нови крсташи, класе Лајон. Схватиши да својим снагама не могу да направе такве бродове, Јапанци се обраћају британским бродоградитељима. Бирајући између пројекта фирми Викерс и Армстронг, Јапанци одабирају Викерсов.
Пројекат израђен од Џорџа Турстона, представљао је побољшање у односу на класу Лајон. По условима уговора, главни брод пројекта, крсташ Конго (јап. 金剛), био би изграђен у Великој Британији, а остала 3 брода би се градила у Јапану, уз техничку помоћ Викерса. Ово су били први бојни крсташи наоружани топовима главног калибра од 356 мм, при чему су имали врло добар распоред. Изглед самог брода такође је био много бољи него класа Лајон, и дозвољаво је без проблема размештај енергетских постројења. Дебљина оклопа је смањена на 203 мм – Јапанци су се такође надали борбама на великим даљинама. Брзина крсташа била је 27,5 чвора, а максимални радијус дејства веома солидан.
| Тактичко технички подаци бојних крсташа класе Конго - 1913 г. |                            |                   |                  |                   |                  |                           |              |
| Стандардна тежина, т                                          | Артиљерија главног калибра | Помоћно наоружање | Оклоп појаса, мм | Оклоп куле ГА, мм | Оклоп палубе, мм | Енергетско постројење, КС | Брзина, чвор |
| 26.330                                                        | 8×356 мм/45                | 16×152 мм/50      | 203              | 229               | 41 - 57          | 64.000                    | 27,5         |

Конго је ушао у састав јапанске флоте августа 1913. године, Хиеи (јап. 比叡) августа 1914. године, а Харуна (јап. 榛名), и Киришима (јап. 霧島), априла 1915. године. Јапански адмирали били су убеђени да имају најјаче бојне крсташе на свету. Али већ у лето 1916. године, након шокантних извештаја Јитландске битке, они су схватили велику угроженост бродова класе Конго, и почели да се залажу за програме модернизације ових бродова.

### Бојни крсташи Русије
Успешном дејству оклопних крсташа адмирала Камамуре током Руско-јапанског рата, били су импресионирани и губитници. Већ 1906. године, при разради нове концепције флоте, важна улога је дата “снажним оклопним крсташима”. Требало је релативно брзо изградити бродове наоружане приближно као и бојни бродови, повећане брзине, а са смањеним оклопом.
Русија 1911. године објављије међународни конкурс за пројекат такве крстарице, и марта 1912. године, за победника је проглашен нацрт Адмиралског бродоградилишта из Санкт Петербурга. По оригиналном нацрту, брод је требало да буде наоружан са 9 топа од 356 мм, али због услова за управљање ватром, морала се додати и четврта кула са 3 топа главне артиљерије. И остали конкуренти су брзо представили своје нацрте, и на крају је конкурсна комисија предложила комбинацију нацрта Адмиралског и Балтичког бродоградилишта. Градња 4 брода класе Измаил, отпочела је 6. децембра 1912. године, и по плану је требало да уђу у службу 1916. године По 2 брода су се градила у Адмиралском и Балтичком бродоградилишту.
Нацрт за градњу је касније коригован, пре свега у смислу повећања оклопне заштите. На крају, Руска императорска флота је требало да прими веома солидне борбене јединице, велике брзине (26,5 чвора), снажно наоружани (12 топа 356 мм) и добро заштићени. Фактички, реч је о стварању брзих бојних бродова.
| Тактичко технички подаци бојних крсташа класе Измаил |                            |                   |                  |                   |                  |                           |              |
| Стандардна тежина, т                                 | Артиљерија главног калибра | Помоћно наоружање | Оклоп појаса, мм | Оклоп куле ГА, мм | Оклоп палубе, мм | Енергетско постројење, КС | Брзина, чвор |
| 32.500                                               | 12 х 356 мм/52             | 24 х 130 мм/55    | 237              | 300               | 37,5 - 75        | 66.000                    | 26,5         |

Међутим техничка сложеност пројекта довела је до великог броја проблема. Руска индустрија није могла сама да обави посао у потпуности, те су морали да прибегну одређеној куповини у иностранству, но августа 1914. године почео је Први светски рат. Прва три крсташа, поринута су 1915. године, Измаил (рус. Измаил), Бородино (рус Бородино) и Кинбурн (рус Кинбурн), а четрвти 1916. године, Наварин (рус Наварин) но њихова градња се драстично успорила, да би на крају била прекинута.

## Борбена дејства бојних крсташа у Првом светском рату

### Битка у Хелголандском заливу
Августа 1914. године, одмах по објављивању рата, британска команда је послала копнене јединице у Француску. Већина британских експедиционих снага је транспортована у Француску између 12. и 21. августа 1914. године. Штитећи операцију од изненадног немачког напада бродовима, британски разарачи и подморнице су стално патролирали Хелголандским заливом, са задатком да јаве уколико немачке главне снаге напусте домаће луке. Британска Велика флота се налазила у централном делу Северног мора, са задатком да се спусти према југу, уколико немачке снаге исплове. Иако је немачка војска предвидела брзо пребацивање британских снага у Француску, немачки поморски планери су сматрали да је потребно много више времена да се британци организују. Стога, немачке подморнице које су могле напасти британске транспортне бродове, биле су већ послате на далеке патролне линије, у потрази за главнином британске флоте.
Два британска официра, комодор Роџер Киз, који је командандовао ескадром подморница дугог домета, које су редовно патролирале Хелголандским заливом, и комодор Реџиналд Тирвит, командант разарачке патроле, предложили су извршење једног напада на лаке снаге немачке морнарице у Хелголандском заливу. Они су приметили да немачки разарачи имају редован образац патроле по Хелголандском заливу. Циљ напад би био одвлачење пажње непријатеља, и под повољним условима уништење немачких патролних снага.
Након свих сагледаних чињеница, британски адмиралитет је дао зелено светло, и брзо су извршене припреме за предстојећу операцију. За напад је био припремљен ударни одред лаких снага – 2. лаке крстарице и 35 разарача. Њихову подршку чинила је ескадра од 5 бојник крсташа; Лајон, Квин Мери, Принцес Ројал, Инвинсибл и Њу Зиланд, и 6 лаких крстарица, којом је командовао вицеадмирал Дејвид Бити. Приликом израде плана напада, посебно важна је била чињеница, да главне немачке снаге, које су биле стациониране у Вилхелмсхафену, нису могле да исплове на море док не надође плима, а то се очекивало тек око 13:00 сати.
У зору 28. августа 1914. године, британске лаке снаге продиру у Хелголандски залив и нападају немачку прву патролну линију, која се састојала од разарача. Видећи продор надмоћних британских снага, немачки бродови су се почели повлачити јављајући преко радија о извршеном продору. Читава операција се развијала веома брзо и положај бродова се стално мењао, јер су за ову акцију биле изабране брзе јединице тако да су састави возили преко 25 чворова, мењајући брзо и често курс. На поприште битке пристижу две немачке лаке крстарице, а у брзо још 3. Одмах по доласку немачких крстарица и већег броја разарача, британске лаке снаге, које су се сада нашле у тешкој ситуацији, траже подршку адмирала Битија. Британски бојни крсташи, који су се налазили свега 50 наутичких миља далеко од попришта битке, одмах крећу пуном брзином, без обзира на могућност напада немачких подморница. Појавом бојних крсташа, битка је убрзо решена у британску корист. Они потапају две немачке лаке крстарице, и присиљавају остале немачке бродове на брзо повлачење.
Тако су, поступајући у складу са својим тактичким наменама, британски бојни крсташи пружили ефикасну заштиту својим лаким снагама и обезбедили лаку победу.

### Битка код Фокландских острва
Пораз британске ескадре у бици код Коронела, веома болно је прихваћен у Великој Британији. Престижу краљевске морнарице био је нанет озбиљан ударац, а британски трговачки путеви на јужном делу Пацифичког океана, били су прекинути. Собзиром на снагу немачке ескадре вицеадмирала Граф фон Шпеа, лорд Фишер, који је постао Први поморски лорд флоте Његовог Величанства, одлучио је да се Немцима супротстави очигледно супериорнијим снагама. Главну улогу у предстојећој операцији требало је да играју бојни крсташи Инвинсибл и Инфлексибл, који су напустили домаће воде у потпуној тајности, са циљем да пресретну непријатеља.
До сукоба британаца са немачком ескадром долази 8. децембра 1914. године, у близини Фокландских острва. Против 2 немачка оклопна крсташа (Шарнхорст и Гнајзенау) и 3 лаке крстарице (Лајпциг, Нирнберг и Дрезден), британци су супротставили 2 бојна крсташа (Инвинсибл и Инфлексибл), 3 оклопна крсташа (Карнарвон, Корнвол и Кент) и 2 лаке крстарице (Бристол и Глазгов).
Кључна епизода у бици, била је двобој британских бојних крсташа са немачким оклопним крсташима. Покушај Немаца да се одвоје од противника, није успео због веће брзине британаца, и Шпе је био приморан да води неравноправну борбу, која је трајала скоро 4 и по сата, јер су се британци држали ван ефективног домета немачке артиљерије. Потрошња пројектила бојних крсташа била је веома велика, но, на крају су Шарнхорст и Гнајзенау били потопљени, а да британцима скоро нису нанели никакве штете. Поједини савременици називају битку код Фоклендких острва, “битка између патуљака и гиганта”.

### Битка код Догер Бенка (1915)
У почетном периоду рата, немачки бојни крсташи су извели већи број препада на британске луке. Поред директног наношења материјалне штете, команда Флоте отвореног мора, ставила је као задатак и могућност уништења појединих британских бродова. Иако резултати ових напада нису имали никакав посебан материјални значај, сама чињеница да се бомбардују њихове луке, била је поражавајућа за британску јавност, поготово што ни једном непријатељ није пресретнут.
Дана, 23. јануара 1915. године ескадра вицеадмирала Хипера поново је испловила на море, са циљем да нанесе удар британским лаким снагама у рејону Догер Бенка. У састав ескадре налазила су се 3 бојна крсташа (Зајдлиц, Молтке и Дерфлингер), 1 оклопни крсташ (Блихер), 4 лаке крстарице (Грауденц, Штралсунд, Рошток и Колберг) и 19 разарача. Британска команда, сазнавши из пресретнух радио порука, за план непријатеља, концетисала је у том рејону јаке снаге под командом адмирала Битија – 5 бојна кртсаша (Лајон, Тајгер, Принцес Ројал, Њу Зиланд и Индомитибл), 6 лаке кртсраице (Ерутјуз, Саутхемптон, Бирминген, Нотингем, Лаустофт и Андаунтит) и 35 разарача.
Рано ујутру, 24. јануара 1915. године, два противника су се срела на источном ободу Догер Бенка. Закључивши да су британске снаге јаче од његових, адмирал Хипер је наредио да се бродови окрену назад, што је резултирало британско гоњење немачких бродова. Током битке, британци су направили доста грешака приликом избора мете, али су ипак забележили низ успешних погодака. Од британске ватре, тешко је оштећен крсташ Зајдлиц, који је преживео само захваљујући срећи и пожртвованости неколико чланова посаде. На супротној страни, Немци су својом ватром озбиљно оштетили британски бојни крсташ Лајон. Након сат и по борбе, британци су успели да нанесу озбиљна оштећења оклопном крсташу Блихер, те му је брзина нагло опала. Видевши да не може спасити свој оклопни крсташ, Хипер је одлучио да га остави својој судбини, а са осталим јединицама, креће максималном брзином ка немачкој обали. Британци прекидају гоњење немачке ескадре, и свим снагама нападају Блихер, који у 13:13 сати потонуо, након што је био погођен са 70 до 100 пројектила великог калибра и 7 торпеда. Битка је показала велику опасност од директних погодака пројектила у куле главне артиљерије, а такође и могућности паљења муниције.
Тактичка победа је била на страни британаца, али су Немци из битке успели да извуку веће поуке. Што се тише тачности гађања, предност је била на страни Немаца – 1,5% наспран 1% код британаца. Неки британски бродови имали су још гори учинак артиљеријске ватре – бојни крсташ Тајгер је испалио 255 тешких пројектила а да притом ни један није погодио мету.

### Битка код Јитланда
Јануара 1916. године, командант немачке Флоте отвореног мора, постао је адмирал Рајнхард Шер – присталица активних офанзивних акција. Он је развио план, који је између осталог предвиђао офанзивне операције бојних крсташа, са приоритним задатком, уништење појединих делова британске Велике флоте, од стране немачких главних снага.
Успешни напади немачких бојних крсташа на Лоустофт и Јармут, 24. априла 1916. године, нису дали значајније резултате са тачке војног гледишта, али су имали велику пропагандну вредност. Британска јавност је оштро критиковала своју флоту, и захтевала је ефикасније дејство.
Охрабрен претходним успехом, адмирал Шер је испланирао нову операцију у којој би немачки бојни крсташи, под командом контраадмирала Франца фон Хипера, нападали трговачке и патролне бродове пред Скагераком и вршили препаде на британске градове дуж обале Сандерланда, не би ли изазвали делове британске флоте, а пре свих бојне крсташе, да исплове из својих упоришта и да их у Северном мору уништи помоћу комплетне немачке флоте и подморничких заседа. Иако је ова операција на крају отказана, немачка команда је и даље била решена за једну демонстративну операцију у Северном мору, са главним задатком да бојни крсташи навуку британске бродове на главне немачке снаге. Скоро комплетна немачка Флота отвореног мора, нашла се 31. маја 1916. године пред Скагераком. Британска команда, је на основу прочитаних немачких радио порука решила да по сваку цену уништи противника, и шаље на море готово целу Велику флоту.
Битка код Јитланда је отпочела у другој половини дана, 31. маја 1916. године, битком између претходница. Адмирал Бити, командант британске претходнице, располагао је са 6 бојних крсташа – Лајон, Квин Мери, Принцес Ројал, Индифетигебл, Тајгер и Њу Зиланд, 4 бојна брода типа дреднот, класе Квин Елизабет, и већим бројем лаких јединица. Командант немачке претходнице, адмирал Хипер, имао је поред лаких јединица, и 5 бојна крсташа – Дерфлингер, Лицов, Молтке, Фон дер Тан, и Зајдлиц.
Готово одмах, након сусрета са непријатељем, Хипер окреће своје снаге у правцу главнине немачке флоте, са циљем да навуче британску претходницу. Са друге стране, Бити снажно нападе немце, али због комуникационих проблема, група од 4 бојна брода класе Квин Елизабет није извршила правилан маневар. И поред тога британци су сматрали да имају довољно снаге да поразе непријатеља.
Убрзо се међутим показало, да је почетак битке био катастрофалан за Британце. Они су распоредили ватру по различитим немачким бојним крсташима, а тачност гађања је била јако слаба. Свега 17 минута након отварање ватре, немачки бојни крсташ Фон дер Тан је потопио британски бојни крсташ Индифетигебл. Британци су и даље наставили ватру, постижући поједине погодке, но, ни 20 минута након потапања Индифетигебла, немачки бојни крсташи Дерфлингер и Зајдлиц потапају британски бојни крсташ Квин Мери. Нешто касније, приликом сусрета са главним немачким снагама, адмирал Бити окреће своју ескадру и покушава да се споји са Великом флотом. Немци нису могли да сустигну и униште британску претходници, због осетно мање брзине својих бојних крсташа.

Сагледавши комплетно резултат борбе претходница, Немци су могли бити поносни на своје бојне крсташе и њихове посаде. Са много слабијим снагама, они су нанели тешке губитке непријатељу. Поражавајућа чињеница је и то, да су британци успели да постигну свега 4 погодка, док су за исто то време, Немци постигли чак 21 погодак.
„Заиста, у поморској историји Велике Британије, не постоји случај као што је Битијев, да се претрпе тако тешки губици од салбијег противника“
Бојни крсташ су узели активно учешће и у другој фази битке, када су се сусреле главне снаге. Почетне успехе, опет су имали немачки бродови. Прво је бојни крсташ Лицов, заједно са главним немачким бојним бродовима, из непосредне близине отворио ватру на британске оклопне крсташе. Као резултат, британски оклопни крсташ Дифенс је експлодирао, и потонуо са комплетном посадом, а још 2 оклопна крсташа су касније потопљена. Затим су бојни крсташи Дерфлингер и Лицов, заједничком ватром потопили британски бојни крсташ Инвинсибл, који се изненада појавио сам, као одлична мета. Као и други британски бојни крсташи, Инвинсибл је био жртва паљења сопствене муниције.
Међутим, убрзо почиње да се осећа ограмна снага британског састава, и Немци почињу да осећају ударце. Посебно лоше пролазе немачки бојни крсташи, који су храбро пошли у јуриш, како би се спасила главнина немачке флоте. Лицов и Зајдлиц су били тешко оштећени, а поједине топовске кула главне артиљерије су уништене на крсташима Фон дер Тан и Дерфлингер. На крају, Немци су ипак успели да се одвоје од бројчано много јачег непријатеља, али су се током ноћи десила неколико случајна сукоба. Током пута ка својој обали, Немци су били присиљени да сами потопе Лицов, али се са скоро истим оштећењима, Зајдлиц успео докопати своје базе.
На крају, поред осталих губитака, у овој бици су потопљена 4 бојна крсташа – 3 британска и 1 немачки. Гледано у целини, немачки бојни крсташи су се показали као бродови погоднији за борбу, него британски. Такође, ова битка је дефинитивно показала слабост заштите британских бојних крсташа, посебно безбедност властите муниције.

### Операције бојног крсташа Гебен
До почетка Првог светског рата, немачка је држала на Средоземном мору бојни крсташ Гебен и лаку крстарицу Бреслау, који су тамо дејствовали још од 1912. године. После избијања непријатељства, оба брода крећу ка Дарданелу, где зтижу 10. августа 1914. године, притом су се сусрели са британском ескадром од 4 оклопна крсташа, који се нису усудили на борбу са Гебеном. Да би избегли интернирање, немачке дипломате су договориле лажну куповину бродова од Турске, и Гебен је званично преименован у Јавуз Султан Селим, но комплетна команда је остала немачка.
Дана, 29. октобра 1914. године, Гебен је отпочео борбена дејства на мору, бомбардујући Севастопољ. Бојни крсташ Гебен је био значајно супериорнији од било ког ратног брода Црноморске флоте, по питању артиљеријске моћи, и брзине пловљења, што му је давало иницијативу у борби. Као резултат тога, руски ратни бродови су морали да буду веома опрезни.
У првом периоду рата, Гебен је два пута водио борбу са Црноморском флотом – 18. новембра 1914. године код рта Сарч, и 10. маја 1915. године у рејону Босфора. Оба сукоба су била пролазна, и нису дали никавих озбиљних резултата. Суочен са супериорнијим снагама, бојни крсташ је увек имао прилику да се повуче са бојишта без већих проблемам. Због тога је Гебен господарио Црним морем. Међутим, ситуација се скроз променила, када су у састав Црноморске флоте ушли бојни бродови класе Императрица Марија. Они су били знатно јачи од крсташа Гебен у ватреној моћи, али доста спорији. Тако је барем било на папиру. У стварности, квар на машинама није дозвољавао крсташу Гебен већу брзину од 23 чвора, док су бојни бродови класе Императрица Марија, имали брзину 20-22 чвора, и самим тим могли су му парирати. Као резултат тога, приликом борбе са бојним бродом Императрица Екатарина Великаја, 8. јануара 1916. године, Гебен је једва успео да се извуче из битке, претрпевши притом озбиљна оштећења од ватре руског бојног брода. Даље операције у тим водама, где је господарио непријатељ, биле су веома рискантне. Крајем 1916. године, руски бојни бродови су коначно истерали крсташ Гебен из Црног мора, и присилили га да остане сакривен у Босфорском мореузу.
После изласка Русије из Првог светског рата, немачко-турска команда је решила да употреби бродове Гебен и Бреслау против британских бродова у рејону Дарданела. Дана, 20. јануара 1918. године, Гебен потапа 2 британска монитора, али затим удара у 3 мине и тешком муком се вратио у Дарданел, где је насукан. Иаоко је крсташ био спашен, за њега су борбена дејства била завршена све до краја рата.
Упркос недостатку великих победа, Гебен је имао снажан утицај на ток операција у том региону, и значајно је ометао функционисање Црноморске флоте.

## Пројектовање и градња бојних крсташа током Првог светског рата

### Бојни крсташи Велике Британије
Октобра 1914. године, Џон Фишер се вратио на место Првог лорда Адмиралитета, и поново је почео да промовише своју омиљену идеју – пројектовање брзог, добро наоружаног и слабо оклопљеног брода. Резултати битке у Хелголандском заливу, а посебно битке код Фокландских острва, изгледа да су потврдили адмиралове претпоставке. Као резултат тога, упркос противљењу Винстона Черчила, Фишеру је дозвољено да управо започете бојне бродове Ринаун (енгл. Renown) и Рипалс (ен. Repulse), преправи у бојне крсташе.
Фактички, бродови су представљали даљу развојну линију крсташа Инвинсибл. Изузетно моћно наоружани – 6 топа 381 мм, велике брзине – 32 чвора, са оклопном заштитом појаса од свега 152 мм, што није било довољно за адекватну заштиту од непријатељских пројектила великог калибра. Генерално гледано квалитет ових крсташа јасно је превазилазио већину непријатељских крсташа.
Нажалост, оба крсташа по овом пројекту, ушли су у строј, убрзо након Јиландске битке, и били су прихваћени од морнара, са крајњим скептицизмом. Адмирал Бити је чак изјавио, да он одбија да их води у борбу. И заиста, за “беле слонове”, како су их назвали у британској морнарици, било је боље да се држе подаље од озбиљног противника. У својој јединој крупној операцији (Друга битка у Хелголандском заливу), Рипалс се одмах повукао, чим је дошао под ватру немачких бојних бродова.
Овом серијом бојних крсташа, пионирски рад адмирала Фишера, није био готов. Он 1915. године, отпочиње градњу 3 ”велике лаке крстарице”, које би, у ствари, требало назвати “лаки бојни крсташи”. Ови бродови су пројектовани да подрже анфибијски десант на балтичку обалу Немачке – још једна Фишерова омиљена идеја.
Прва два, Кореџес (ен. Courageous) и Глориес (ен Glorious), представљали су драстично увеличане лаке крстаице, са типочним оклопом за ту врсту бродова – појас 76 мм (реално 51 мм), велике брзине – 32 чвора, али наоружани са 4 топа од 381 мм, смештена у две куле. Претпостављало се, да ће ови бродови због малог газа моћи дејствовати у плићим водама, где остали велики ратни бродови не би могли проћи.
Кореџес и Глориес су ступили у службу крајем 1916. и почетком 1917. године, када се од десантирања на балтик одустало, и команда је имала великих потешкоћа да пронађе примену ових необичних бродова. На крају, они су разврстани као ловци на лаке крстарице, али се у том задатку никад нису показали. У Другој бици у Хелголандском заливу, они су испалили масу граната ка немачким лаким крстарицама, не причинивши никакве штете, и брзо су се повукли чим су дошли под ватру са немачких бојних бродова.
Још екстравагантније се показао Фјуриос (ен Furious) - трећа крстарица серије. Са скоро истим тактичким и техничким карактеристикама, он је био наоружан само са два топа, али зато калибра 457 мм. Абсурдност овог пројекта је ускоро постала очигледна, и док је још био у бродоградилишту, почела је његова прправак у “полу носач авиона”.
Фишер је 1915. године предложио градњу бојног крсташа Инкомпарибл (ен. Incomparable). Карактеристике пројекта приказане су као веома моћне, али неизбалансиране - 6 топа од 508 мм, брзине 35 чвора, и оклопне заштите од 229 мм. Међутим, адмиралитет је одбио његов предлог.
Пројекат последњег бојног крсташа Велике Британије, израђен у металу, развијао се дуго и тешко. Првобитно је пројектован као бојни брод, али како је већ било довољно бојних бродова у Великој флоти, одлучено је да се преправи у бојни крсташ.Његове основне карактеристике су биле неизбалансиране – 8 топа 381 мм, брзина 32 чвора, оклоп 203 мм, дакле још мање него код својих претходника. Градња главног крсташа пројекта, Худ (ен. Hood), оточела је 31. маја 1916. године, на дан када су британски бојни крсташи, прошли јако лоше у бици код Јитланда.
Реализација пројекта је заустављена и подвргнута детаљној обради. Наоружање је остало исто, брзина је смањена на 30 чвора, али је зато оклоп повећан за 1,5 пута, до 305 мм. У току 1916. године, отпочела је градња још три брода серије – Енсон (ен. Anson), Хауе (ен. Howe) и Родни (ен. Rodney). Као што се могло и очекивати, како Худ није завршен за време рата, градња се наставила смањеним темпом, и он је завршен тек 1920. године. Градња остала 3 бојна крсташа ове серије, прекинута је још 1917. године, и након завршетка рата, били су сасечени.
Као резултат свих измена, Худ је постао највећи ратни брод на свету, у то време. Његове тактичко-техничке карактеристике, биле су оцењене највећим оценама, и Худ је постао понос Краљевске морнарице.
| Упоређење тактичко-техничких карактарестика британских бојних крсташа 1916-1920 год. |                           |                          |                          |                           |
|                                                                                      | «Ринаун»                  | «Кореџес»                | «Фјуриос»                | «Худ»                     |
| Стандардни депласман, т                                                              | 27.950                    | 19.230                   | 16.500                   | 41.125                    |
| Пуни депласман, т                                                                    | 30.835                    | 22.690                   | 22.890                   | 45.200                    |
| Артиљерија главног калибра                                                           | 6x381 мм/42               | 4x381 мм/42              | 2x457 мм/40              | 8x381 мм/42               |
| Помоћна артиљерија                                                                   | 17-их102 мм/44,3          | 18-их102 мм/44,3         | 11-их140 мм/50           | 12-их140 мм/50            |
| Оклоп појаса, главни појас мм                                                        | 152                       | 51 - 76                  | 51 - 76                  | 130 - 305                 |
| Оклоп палубе, мм                                                                     | 76                        | 20 - 40                  | 20 - 76                  | 51 - 102                  |
| Оклоп куле ГА, мм                                                                    | 280                       | 280 - 330                | 229                      | 380                       |
| Енергетско постројење                                                                | парне турбине, 112.000 КС | парне турбине, 90.000 КС | парне турбине, 90.000 КС | парне турбине, 144.000 КС |
| Максимална брзина, чвор                                                              | 30                        | 32                       | 31                       | 31                        |

### Бојни крсташи Немачке
Пројекат новог бојног крсташа Немачке, почео је да се израђује пре Првог светског рата, још 1912. године. Разрада пројекта се одужила, јер су се морнарица и министар морнарице Тирпиц, спорили око калибра главне артиљерије. Први су тврдили да је сасвим довољан калибар 305 мм, док се Тирпиц залагао за повећање калибра. На крају, победио је министар морнарице.
Градња нових бојних крсташа, започела је 1915. године, и били су познати као класа Макензен. Укупно је требало изградити 7 бродова. Што се тиче конструкције, нови пројект је представљао варијанту крсташа класе Дерфлингер, али би били наоружани са 8 топа 350 мм. Повећањем дужине и ширине брода, како би се поставио јачи енергетски погон, као и теже куполе главне артиљерије, Макензен је требало да буде за скоро 5000 тона тежи у односу на претходну класу.
По пројекту Макензен, почела је градња 4 брода – Макензен (нем. Mackensen), Фирст Бизмарк (нем. Fürst Bismarck), Граф Шпе (нем. Graf Spee) и Принц Еител Фридрих (нем. Prinz Eitel Friedrich). Током 1917. године, Макензен и Граф Шпе су поринути, али Немци нису успели да заврше њихову градњу, што је била велика срећа за британце. Све у свему, борбене карактеристике ових бродова биле су знатно боље чак и од најновијих бојних крсташа Велике флоте.
За преостала 3 брода ове серије, Немци су решили да промене пројекат, и наоружају их топовима калибра 380 мм. Тежина је поново повећана, са предвиђеним смањењем брзине. Од та 3 брода, Немци су успели да започну 1916. године, градњу само једног, Ерзац Јорк (нем. Ersatz Yorck). Градња преостала 2 бојна крсташа, Ерзац Шарнхорст (нем. Ersatz Sharnhorst) и Ерзац Гнајзенау (нем. Ersatz Gneisenau), никад није отпочела.
Поред тога, Немачка је развила низ пројекта бојних крсташа са артиљеријом главног лаибра 420 мм, са планом отпочињања градње крајем 1918. године, али до тада је Немачка изгубила рат.
| Упоређење тактичко-техничких карактарестика немачких британских бојних крсташа 1916-1918 год |                          |                          |
|                                                                                              | «Макензен»               | «Ерзац Јорк»             |
| Стандардни депласман, т                                                                      | 31.000                   | 33.500                   |
| Артиљерија главног калибра                                                                   | 8x350 мм/45              | 8x380 мм/45              |
| Помоћна артиљерија                                                                           | 12-их150 мм/45           | 12-их150 мм/45           |
| Оклоп појаса, главни појас мм                                                                | 300                      | 300                      |
| Оклоп палубе, мм                                                                             | ?                        | ?                        |
| Оклоп куле ГА, мм                                                                            | 320                      | 300                      |
| Енергетско постројење                                                                        | парне турбине, 90.000 КС | парне турбине, 90.000 КС |
| Максимална брзина, чвор                                                                      | 28                       | 27,25                    |

## Оцена бојних крсташа Првог светског рата
Упоређење између британских и немачких бојних крсташа из периода Првог светског рата, мора бити подељено у два аспекта: тактичка доктрина у основи пројекта и реална борбена корист.
У пројектима британских бојних крсташа, највише су доминирале крстаричке компоненте. Поред велике брзине, они су морали да имају солидан радијус дејства и добре пловне карактеристике. Круг задатака ових бродова у Краљевској морнарици, такође је био веома широк. Патролирање и извиђање, подршка лаким снагама, борба са непријатељским рејдерима, и дејства као брзи одреди флоте, при чему би требало избегавати дугорочан контакт са непријатељским адекватним снагама.
Када су се британски бојни крсташи користили у складу са основним концептом, дејство је било веома успешно, што доказују, битка у Хелголандском заливу и битка код Фокландских острва. Но тај концепт је био у потпуности супротан са менталитетом британских морнара. Стручњаци су још пре рата справом истицали, када у својим редовима располаже са тако моћно наоружаним бродовима, скоро сваки британски адмирал ће их сигурно повести у одлучујућу битку. То је био случај у бици код Јитланда, где су бојни крсташи коришћени сасвим супротно од идеје адмирала Фишера. Недостатак оклопне заштите, заједно са повишенома експлозивношћу британског кордита (бездимни барут), смештеног у свиленим капама, као и лоша конструкција кула лифтова, које нису пржале адекватну заштиту од продора пламена у складиштима муницији, довели су до трагичних последица.
За разлику од британског приступа, немачки бојни крсташи су били поприлично добри бродови за борбу, са истотипним бродовима. У принципу, уступајући британцима тежину артиљеријске ватре, они су били много више хармоничнији као бродови за озбиљну битку, и представили су се, не као крсташи, већ као брзи бојни бродови. Одличне пловне карактеристике и велики радијус дејства, за Северно море нису имали кључно значење, и у том смислу немачки пројектанти су били увиђајнији од британских.
| Заштита и ватрена моћ бојних крсташа Првог светског рата |                  |                  |                  |                  |                  |                  |                 |                 |
|                                                          | «Инвинсибл»      | «Индифетигебл»   | «Лајон»          | «Квин Мери»      | «Тајгер»         | «Ринаун»         | «Фон дер Тан    | «Дерфлингер»    |
| Земља                                                    | Велика Британија | Велика Британија | Велика Британија | Велика Британија | Велика Британија | Велика Британија | Немачко царство | Немачко царство |
| Маса оклопа, т                                           | 3460             | 3735             | 6400             | 6995             | 7390             | 5431             | 6450            | 9230            |
| Маса оклопа у % од нормалне тежине                       | 20,1             | 19,9             | 24,2             | 24,5             | 25,8             | 16,6             | 33,3            | 35,5            |
| Највећа дебљина оклопног појаса, мм                      | 152              | 152              | 229              | 229              | 229              | 152              | 250             | 300             |
| Највећа дебљина оклопа куле ГА, мм                       | 178              | 178              | 229              | 229              | 229              | 280              | 230             | 270             |
| Маса оклопа куле ГА, кг                                  | 3088             | 3088             | 4536             | 5080             | 5080             | 5274             | 2416            | 3232            |
| Стандардна тежина, т                                     | 17.420           | 18.500           | 26.270           | 26.770           | 28.500           | 27.950           | 19.370          | 26.600          |

“Када објективно оценимо историју развоја немачких бојних крсташа у периоду од 1907. до 1918. године, постаје јасно, да су они по својим борбеним карактеристикама били најбољи крсташи тог периода, због мање тежине и машинско-котловских постројења, боље оклопне заштите, а такође и због бољег прашка кордит, који у додиру са пламеном није одмах експлодирао, како је то био случај код британских бродова”.

## Развој бојних крсташа у послератним годинама
Одмах по завршетку последњег рата, трка у поморском наоружање настављена је невероватном силином. Подстицај за то је била одлука конгреса САД, донесене још 1916. године, о великом повећању америчких поморских снага. Циљ тог програма је било стварање флоте, боље од било које, и способне да се у исто време може суочити са британском и јапанском флотом. Значајно место у америчком плану бродоградње, заузимали су бојни крсташи, које америчка флота није поседовала до тог времена.
По плану требало је изградити крсташе класе Лексингтон. Пројекат за ове бродове био је веома необичан. Моћно наоружање од 8 топа 406 мм, велика брзина, и крајње слаба оклопна заштита за капиталне бродове. Тактичка намена бродова, остала је потпуно нејасна. За уништење лаких поморских јединица, они су били абсурдно велики и неподесни, а ступање у борбу са адекватним противником, било би превише опасно. Без обзира на све, Американци су у периоду 1920—1921 године, започели са изградњом 6 бојна крсташа ове класе: Лексингтон (енгл. Lexington), Констелејшен (ен. Constellation), Саратога (ен .Saratoga), Реинџер (ен. Ranger), Конститушен (ен. Constitution), и Јунајтед Стеитс (ен. United States).
Амерички план је изазвао озбиљну забринутост о сталих поморских држава. Прва држава која је одреаговала, био је Јапан, који је усвојио програм 8-8, по којем је требало изградити 8 бојних крсташа. Градња прва четири, класе Амаги - Амаги (јап. 天城), Акаги (јап. 赤城), Атаго (јап. 愛宕) и Такао (јап. 高雄) отпочела је у периоду 1920—1921. године. Наоружање је било јаче од америчког пандама - 10 топа 406 мм, а такође је и оклопна заштита била знатно боља, мада није могла да заштити од пројектила 406 мм, али брзина је била свега 30 чвора.
Још моћнији је био пројекат за следећа 4 брода, познат као класа № 13. Будући да су били крупнији од класе Амаги, они су имали дебљи оклоп, исту брзину, и планирано наоружање од 8 топа калибра 457 мм.
Одређене активности, показали су и британци. Иако су до 1920. године, они имали највећу флоту на свету, већина британских бродова, били су много мањи у односу на будуће америчке и јапанске бродове. Они су 1921. године, израдели пројекат за бојне крсташе класе Г-3. Мало већи од америчких и јапанских бродова, они су били комбинација моћног наоружања – 9 топа 406 мм, добре оклопне заштите, и велике брзине – 32 чвора. Заправо, пројекат је представљао даљи развој тешко наоружаних бродова, веома сличан конструкцији бојних бродова 1930-их година. Предлагала се изградња 4 брода ове класе, али до реализације није дошло.
| Упоређење тактичко-техничких карактарестика бојних крсташа са почетка 1920-тих год |                             |                             |                             |                             |
|                                                                                    | «Лексингтон»                | «Амаги»                     | «№ 13»                      | «Г-3»                       |
| Земља                                                                              | Сједињене Америчке Државе   | Јапан                       | Јапан                       | Велика Британија            |
| Стандардни депласман, т                                                            | 43.500                      | 47.000                      | 47.500                      | 48.400                      |
| Артиљерија главног калибра                                                         | 8x406 мм/50                 | 10-их410 мм/45              | 8x460 мм/45                 | 9x406 мм/45                 |
| помоћно наоружање                                                                  | 16-их152 мм/53              | 16-их140 мм/50, 6x120 мм/45 | 16-их140 мм/50, 8x120 мм/45 | 16-их152 мм/50, 6x120 мм/43 |
| оклоп појаса, главни појас, мм                                                     | 178                         | 254                         | 330                         | 305 - 355                   |
| Оклоп палубе, мм                                                                   | ?                           | 98                          | 127                         | 100 - 200                   |
| Оклоп куле ГА, мм                                                                  | 280                         | ?                           | ?                           | 430                         |
| Енергетско постројење                                                              | турбоелектрични, 180 000 КС | парне турбине, 131 200 КС   | парне турбине, 150 000 КС   | парне турбине, 160 000 КС   |
| Максимална брзина, чвор                                                            | 33,5                        | 30                          | 30                          | 32                          |

Велика Британија се након рата налазила у тешким финансијским проблемима, а такође и Јапан. Што се тиче Сједињених Америчких Држава, најбогатије земље тог времена, проблеми са финансијама су били мањи, али су ипак постојали.
“Када су амерички политичари увидели карактеристике нових бродова, које је требало да се изграде у Великој Британији и Јапану, они су се запитали. Једна је ствар, говорили су са трибина - вршење дужности Сједињених Америчких Држава као лидера демократског покрета, а савим друго је – бацити неповратно огромне количине новца”.
Као резултат тога, 1922. године је била организована међународна онференција о поморском наоруњању, која се завршила потписивањем Вашингтонског поморског споразума. Градња започетих бојних бродова и бојних крсташа је прекинута, чиме се трка у поморском наоружавању привремено зауставила.

## Последњи бојни крсташи
Престанак градње бојних крсташа, званично је завршен 1936. године, и од тада градња бојних крсташа класичног типа, није више обновљена. Напредак у области бродских погона, напаравио је ову врсту бродова потпуно непотребном – појавили су се бојни бродови велике брзине.
Ипак, у војно-поморској литератури широко је распростањен назив бојни крсташ, за одређене бродове који су изграђени, или су се налазили у фази градње, или само дизајнирани током 1930-тих и 1940-их године. Ови пројекти су се делили у две групе:
- Мали бродови, изграђени за одређене тактичке циљеве, као и због финансијских или политичких ограничења.
- Необично велике крстарице, дизајниране првенствено за уништавање тешких кртарица.

### Бојни крсташи Француске
Француска, којој је дозвољено да након 1927. године, изгради бојне бродове укупне тежине 70.000 тона, није се журила са изградњом. Подстицај за пројектовање нових борбених јединица, била је весто о немачкој изградњи првог “џепног бојног брода.” Од тог момента се јавила потреба за брзим бродовима, који ће моћи да улове нове немачке рајдере, али како француски парламент није хтео да издоји довољно средства, пројекат је дизајниран имајући у виду финансијска ограничења.
Денкерк (фр. Dunkerque) је био брзи бојни брод, изграђен на основу горе наведених ограничења, и представљао је заправо бојни крсташ, са обиљем иноваторских решења. Он је био први брод код кога се налазило главно наоружање у две четвороцевне куле, обе постављене на предњем делу брода. Калибар топова главне артиљерије, био је 330 мм, изабран на основу прорачуна, да се постигне сигурна супериорност у односу на немачку класу Дојчланд, постојећи оклоп је требало ду буде довољан за заштиту од пројектила калибра 280 мм. Брзина брода је била велика, као и радијус дејства, но сам Денкерк је био скоро 2,5 пута веће тежине, од његовог наводног противника. На следећем броду тог типа, Страсбург (фр. Strasbourg), оклоп је нешто повећан, али је и даље био недовољан по мерилима за бојне бродове. Стога, они су се могли назвати мали бојни бродови.
“Пројекат се одликовао многим иновативним идејама и за своју величину, Денкер и Стразбур су били изузетно снажни и добро заштићени бродови. Посебно успешан је био систем против торпедне заштита, одлична хоризонтална заштита и моћне универзалне топовске батерије. Као бојни крсташи, они су били одлични бродови, али за борбу против бојних бродова, нису били адекватни”.
Касније, француска се окренула изградњи правих бојних бродова класе Ришеље.

### Бојни крсташи Немачке
У категогорију бојних крсташа такође се често називају немачки бродови класе Шарнхорст. Изграђени у веома тешкој политичкој ситуацији, они нису били директан наставак бојних крсташа Првог светског рата. У стварности, пројекат за Шарнхорст и Гнајзенау (нем. Gneisenau) је настао на основу пројекта за џепне бојне бродове, и они су се водили као 4-ти и 5-ти бродови класе Дојчланд.

Појава брода Денкерк, условила је немце да појачају наоружање и дебљину оклопа, што је довело да великог пораста тежине. Заштита бродова је била релатовно поуздана за своју скромну величину према стандардима бојних бродова, мада је било неколико пропуста. Брзина је била велика, а радијус дејства довољан за акције по Атлантском океану. Међутим, углавном из политичких разлога, Шарнхорст и Гнајзенау, били су наоружани топовима 283 мм, што је било сувише слабо за борбу против бојних бродова. Током рата, планирано је њихово пренаоружавање топовима калибра 380 мм, али они никада нису били изграђени.
“Практично то су били последњи бојни крсташи у свету, у том облику, како их је традицонално представила немачка флота. Жеље да имају сличне бродове, изразиле су владе Сједињених Америчких Држава, Јапана, Холандија, а посебно Совјетског Савеза, и одобриле њихову градњу. Ови следбеници Шарнхорста, одликовали су се још већоm брзином, релативно јачим наоружањен, али слабијом заштитом, што их је учинило несавршеним и пре почетка градње”.
Немачка морнарица је 1937. године донела одлуку да се што пре почне са изградњом 12 великих океанских рејдера под кодним именом «P». Иако је овај план био ван могућности немачке бродограђевинске индустрије, пројекат је наставио да се развија, и 1939. године, био је готов пројекат за бојни крсташ класе «O». Ови бродови требало је да имају масу од око 30.000 тона, и наоружање од 6 топа 380 мм. Планирана брзина је била велика, као и радијус дејства, но изостала је адекватна оклопна заштита. Ове јединице требало је да се користе за нападе на британске конвоје по свим морима и океанима, без обзира на удаљеност од базе.

Изградња три брода под условним обележјем «О», «Р» и «Q» планирана је да отпочне 1940. године, али она није отпочета. Међутим, како је тај период био веома успешан за Нацистичку Немачку, пристрасност Адолфа Хитлера ка великим бродовима је нагло опала, те је пројекат оцењен као веома неуспешан и непотребан.
“Неадекватан избор главних карактеристика, заснивао се на концепцији, која би била на месту пре 25 године. сами Немци су сматрали да крсташи «О», «Р» и «Q» у потпуности не одговарају концепцији. У стручним круговима, овај пројек је био познат под називом «Ohne Panzer Quatsch» — «неоклопљена глупост»”.

### Бојни крсташи Јапана
Крајем 1930-их година, бојни крсташи класе Конго, постали су јако застарели, али су били једини јапански велики ратни бродови, који су могли да прате носаче авиона, због своје велике брзине. Додатни стимуланс они добијаји, када су из САД почеле да пристижу вести о пројектовању бојних крсташа класе Аласка. Убрзо и Јапанци почињу да реагују.
Са конструктивне тачке гледишта, пројекат «B-65» је био умањени бојни брод Јапански бојни брод ЈаматоЈамато, и врло много је подсећао изгледом на њега. Стандардна маса је требало да буде око 32.000 тона. Како би постигли већу ватрену моћ у односу на непријатеља, Јапанци су планирали да своје нове бојне крсташе опреме топовима калибра 310 мм, распоређених у три троцевне куле. Предвиђени оклоп је требало да штити брод од пројектила 305 мм, али само на великој даљини, док би брзина била око 33 чвора. На бродовима је планирано да се постави солидно против авионско оружје, укључујући и нове јапанске топове од 100 мм.
Када су 1941. године постале познате детаљније карактеристике нових америчких бојних крсташа, посебно артиљеријско наоружање, пројекат «B-65» је преправљен, и предвиђено наоружање је требало да се састоји од 6 топова 356 мм, распоређених у три двоцевне куле..
Градња нових бродова је требало да отпочне 1942. године, и прва дваа су добила бројевне ознаке, међутим по оточињању рата на пацифику, и губитка 4 јапанска носача авиона у бици за Мидвеј, приоритет градње је дат носачима авиона.

### Бојни крсташи Совјетског Савеза
Десетогодишњи програм развоја Совјетске морнарице (1936—1945. године), садржао је између осталог и градњу 15 тешких крстарица, које би могле да се свстају у бојне крсташе. Израда пројекта је отпочела 1937. године, и он је представљао брзу крстарицу тежине 22.000 – 23.000 тона, наоружане са 9 топа од 254 мм. Пројекат је завршен у наредних годину дана, али се у међувремену јавила потреба, да нови бродови морају парирати немачким бродовима класе Шарнхорст. Као резултат тога, калибар топова главне артиљерије, повећан је на 305 мм, што је аутоматски повећало и тежину бродова, до величине бојних крсташа.
Градња прве две крстарице класе Кронштат - Кронштат (рус. Кронштадт) и Севастопољ (рус. Севастополь), оточела је 1939. године. Изградња је текла споро, и уз велике тешкоће. Нарочито је био проблематичан случај са оружјем, које није било уопште израђено. Собзиром на такву ситуацију, совјетска влада је закључила уговор са немачком фирмом Круп, за куповину 6 двоцевних топовских кула са топовима од 380 мм израђених за немачке бојне бродоведля, који су били у изградњи. Након закљученог уговора, настао је нови пројект, назван 69И, бојни крсташ наоружан немачком артиљеријом.
Јула 1941. године, сви послови на изградњи бојних крсташа су пркинути, при готовости 10,6 — 11,6%. Након завршетка рата, наставак градње је оцењен као неисплатив.
Оцењујући «пројекат 69», може се закључити, да је крсташ имао савремену артиљерију главног калибра, али са слабом артиљеријом средњег калибра, како противавионском, тако и противбродском. Брзина брода је била добра, док је оклопна заштита могла издржати највише поготке пројектила 203 мм.
Ипак, епопеја «тешких» крстарица ће се наставити, пошто је сам Стаљин гајио посебне склоности ка тим бродовима. Још током рата, развијен је пројекат 82 за тешку крстарицу наоружану топовима калибра 220 мм. Стаљин је 1947. године, захтевао да се пројекат преправи, и да се бродови опреме топовима калибра 305 мм. Пројекат је радикално редизајниран и припремљен 1950. године, а на Стаљинов захтев је повећана брзина на 35 чвора.

На тај начин, пројекат 82, је био поновљени пројекат 69, али на новом квалитетнијем нивоу. Повећана брзине, повећана противавионска артиљерија, појава нових радарских система. Међутим, оклопна заштита је и даље била слаба, и пружала је заштиту од пројектила калибра 203 мм. Тадашњи секретар морнарице, Н. Г. Кузњецов, изразио је негативно мишљење о пројекту:
„Тежак, нејасан брод. Не изгледа да циљ оправдава средство. Веома скуп брод…“
Градња првог крсташа класе Сталинград, отпочела је 1951. године, а следеће године, започета је градња још 2 брода. Градња се одвијала јако споро, и прекинута је 1953. године, месец дана након Стаљинове смрти.

### Бојни крсташи Холандије
Холандија је 1939. године одлучила, да у састав своје морнарице уведе бојне крсташе. Са великим колонијама на острвима Југо-Источне Азије, холанђани су веома забринуто пратили јачање јапанске флоте. Посебну забринутост представљао је велики број јаких јапанских тешких крстарица, и да би могли да се боре против њих, одлучено је да се изграде крсташи пројекта 1047.
Први кораци си показали, да холандски бродоградитељи немају искуства за дизајнирање таквог брода. Стога су се обратили Немцима за помоћ, и као резултат, пројекат је имао немачке карактеристике. На крају, нови крсташ је требало да има масу 28.000 тона, наоружан немачким топовима калибра 283 мм, и заштићен оклопом довољно јаким да може издржати пројектиле јапанских тешких крстарица. Брзина брода је требало да буде 34 чвора. Такође, позитивна карактеристика пројекта, представљали су савремени противавионски и универзални топови, иако су били у малом броју.
Три брода пројекта «1047», требало је да буду готова 1944. године. Набављен је сав материјал, машине и опрема, али немачка инвазија Холандије у мају 1940. године, ставила је тачку на те планове.

### Бојни крсташи Сједињених Америчких Држава
Почетак рата у Европи, дефинитивно је окончао сва ограничења о наоружању, и амерички адмирали су добили могућност да поручују нове бродове. Један од приоритетних задатака, био је стварање супер тешке крстарице, способне да лако уништи било коју јапанску тешку крстарицу, пошто су оне изузетно забрињавале амерички адмиралитет. Нису сви у руководству Америчке морнарице поздравили ту идеју, али њене присталице су тврдиле, да ће нови бродови бити веома корисни и као пратња групама носача авиона, пошто амерички бојни бродови, чак и најновији, немају довољну брзину.
Тако је настао пројекат Аласка, који је класифициран као «велика крстарица», која није била намењена за борбу са линеарним снагама непријатеља. Наоружање се састојало од 9 топа калибра 305 мм, постављених у 3 велике троцевне куле, који су омогућавали да се брод носи са било којом јапанском крстарицом, а оклоп је штитио од пројектила 203 мм. Брзина је била велика, а противавионска артиљерија веома моћна, што је био случај и код свих америчких ратних бродова, изграђених током рата.

Ова огрома и веома скупа крстарица била је потпуно неподесна за борбу против бојних бродова — они су могли пробити њен оклоп са готово било које удаљености. Други недостатак је био скоро потуно одсуство подводне заштите, и вероватно би и један једини торпедни погодак, могао лако потопити брод. Међутим главни недостатак је био време ступања у слижбу — лето 1944. године.
„Превелики и скупи да би се користили као крстарице, а сувише слаби и рањиви на заједничке операције са бојним бродовима, уз то касно изграђени, они су по оцени самих америчких стручњака били највећи бескорисни велики бродови изграђени током Другог светског рата“.
Као резулта тога, планирана серија од 6 бродова није остварена. У строј су ступили само Аласка (енгл. Alaska) и Гуам (ен. Guam). Хаваи (ен. Hawaii) који је био скоро завршен, никада није ушао у службу, а преостала 3 нису ни започета са градњом.
| Упоређење тактичко-техничких карактеристика бојних крсташа 1930-1940. |                           |                           |                           |                           |                           |                           |                           |
|                                                                       | «Денкерк»                 | «Шарнхорст»               | «Кронштат» (незавршен)    | «Аласка»                  | тип «O» (пројекат)        | тип «B-65» (пројекат)     | тип «1047» (пројекат)     |
| Государство                                                           | Француска                 | Нацистичка Немачка        | СССР                      | Сједињене Америчке Државе | Нацистичка Немачка        | Јапан                     | Холандија                 |
| Стандардни депласман, т                                               | 26.500                    | 34.850                    | 35.250                    | 29.779                    | 32.818                    | 31.905                    | 27.205                    |
| Топови главног калибра                                                | 2×4 — 330 мм              | 3x3 — 283 мм              | 3×3 — 305 мм              | 3×3 — 305 мм              | 3×2 — 380 мм              | 3×3 — 310 мм              | 3×3 — 283 мм              |
| Помоћна артиљерија                                                    | -                         | 12×150 м                  | 8×152 м                   | -                         | 6×150 м                   | -                         | -                         |
| Универзална артиљерија                                                | 16×130-мм                 | -                         | -                         | 12×127-мм                 | -                         | -                         | 12×120-мм                 |
| Противавионски топови                                                 | -                         | 14×105 мм                 | 8×100 мм                  | -                         | 8×105 мм                  | 16×100 мм                 |                           |
| Противавионски топови (аутоматски)                                    | 10×37 мм                  | 16×37 мм, 8×20 мм         | 28×37 мм                  | 56×40 мм, 34×20 мм        | 8×37 мм, 20×20 мм         | 20×25 мм                  | 14×40 мм, 8×20 мм         |
| Посада                                                                | 1.430                     | 1.850                     | 1.100                     | 1.799                     | 1.965                     | 1.500                     | 1.050                     |
| Оклоп појаса, мм                                                      | 225 — 283                 | 350                       | 230                       | 229                       | 190                       | 190                       | 250                       |
| Оклоп палубе, мм                                                      | 25 - 65                   | 95                        | 89                        | 102                       | 90                        | 125                       | 130                       |
| Оклоп куле ГА, мм                                                     | 330-360                   | 360                       | 330                       | 325                       | 220                       | ?                         | 300                       |
| Енергетско постројење                                                 | парне турбине, 135.000 КС | парне турбине, 160.080 КС | парне турбине, 201.000 КС | парне турбине, 150.000 КС | парне турбине, 176.000 КС | парне турбине, 160.000 КС | парне турбине, 180.000 КС |
| Максимална брзина, чвор                                               | 31,5                      | 32                        | 33                        | 33                        | 33,5                      | 34                        | 34                        |

## Бојни крсташи у Другом светском рату

### Бојни крсташи Француске
Августа 1939. године, оба француска бојна крсташа су ушла у сатав такозваних Рејдерских снага (фр. Force de Raid), које су базирале у Бресту и биле су намењене да дејствују против немачких рејдера, посебно џепних бојних бродова. Током почетног периода рата, крсташи су пружалу заштиту низу важних конвоја, а такође су учествовали и у безуспешној потрази за немачким крстарицама у Северном мору.
Априла 1940. године, оба брода су пребачена на Средоземно море, и базирају у Мерс-Ел-Кебир. Након капитулације Француске, а из страха да Французи не предају Немцима своју флоту, ови бродови су постали главни проблем британске морнарнице, те британци израђују план за операцију Катапулт. Дана, 3. јула 1940. године, француске снаге у Мерс-Ел-Кебиру, биле су нападнуте од британске ескадре Х. Денкерк, заставни брод француске ескадре, покушао је да се пробије из луке, али бива погођен са 4 тешке гранате, те је морао да се насуче, убедљиво потврђујући слабост свог оклопа. Страсбур који није био погођен ни једном, успева да напусти луку и пуном брзином креће ка луци Тулон, прогоњен британским крсташшем Худ. Три дана касније, 6. јула 1940. године, Денкерк је нападнут од британских палубних торпедних авиона Сордфиш, и мада ни једно торпедо није директно погодило брод, детонације дубинских бомби на оближњен насуканом патролном броду, стварају нова тешка оштећења. Поправка брода је трајала до јуна 1941. гоидине, али он је тек 22. фебруара 1942. године, успео да стигне у Тулон. У периоду 1941—1942. године, крсташ Страсбур је био заставни брод француске флоте.
Смештени у бази Тулон, француски бојни крсташи су веома ретко излазили на море, услед недостатка горива. Након немачке инвазије на јужну Француску, француски адмиралитет одлучује да потопи своју флоту, која се налазила стационирана у Тулон, и 27. новембра 1942. године, команданти потапају оба крсташа, при чему се Денкерк налазио у доку. Италијани извлаче априла 1943. године крсташ Страсбур, али га савезничка авијација потапа 18. августа 1944. године. Након рата оба крсташа су извучена из мора, али нису оспособљени за службу, и 1955. године, послати су на сечење.

### Бојни крсташи Велике Британије
У периоду између два рата, када је изградња нових капиталних бродова била забрањена, посебно место у војнопоморском програму, била је модернизација бродова ветера Првог светског рата. Без изузетка и британски бојни крсташи, након потписивања Вашингтонског договора, смањују свој број на свега 3 јединице.
Током 1920-1930-их година, бојни крсташ Худ је прошао више парцијалних модернизација, добивши и извиђачки авион и бољу противавионску артиљерију. Британци су 1938. године направили план радикалне модернизације, током које се планирала замена противминског и секундарног противбродског наоружања, универзалним топовима, а такође је требало елиминисати и главни недостатак Худа — изузетно слаба хоризонтална оклопна заштита. Избијање рата спречило је реализацију ових планова, али је Худ и даље сматран једном веома вредном јединицом.
Почетни перио рата, Худ је провео у састав Домовинске флоте, и учествовао је у више покушаја пресретања немачких рејдера, као и у пратњи конвоја, који су били од велике важности. Маја месеца 1940. године, Худ је постао заставни брод ескадре Х, са којом је учествовао у британском нападу на француске бродове у Мерс-Ел-Кебиру. Након што је постигао неколико погодака на француске бродове, он учествује у безуспешној потери за француским бојним крсташем Страсбур.
По повратку у састав Домовинске флоте, Худ је поново учествовао у безуспешним покушајима да се пресретну немачки рејдери. Заједно са бојним бродом Принц оф Велс, Худ 24. маја 1941. године, у рејону Данског пролаза ступа у борбу са немачким бојним бродом Бизмарк и тешком крстарицом Принц Ојген. Већ са првим немачким плотуном, Худ је претрпео оштећење, а после пете салве са Бизмарка, он експлодира, распада се на делове и тоне у року од 3 минута, са готово комплетном посадом.
Бојни крсташи Ринаун и Рипалс су током 1920-1930-их године, прошли две велике модернизације. На оба брода је повећана оклопна заштита, а повећан је и број противоклопних топова. Најбоље је модернизован Ринаун, јер је добио ново енергетско постројење, а замењени су му и протиавионски топови, универзалном артиљеријом. У таквом стању, они су ушли у Други светски рат.
На почетку рата, Рипалс је ангажован у пратњи конвоја, који су превозили трупе из Британије у Француску. Априла 1940. године, Рипалс, заједно са крсташем Ринаун, учествује у Норвешкој кампањи. Проучивши дотадашња борбена дејства, британски адмиралитет је дошао до закључка, да противавионско наоружање Рипалса, није довољно за операције у Европским водама. Као резултат тога, Рипалс је послат на Далеки исток, пошто се сматрало да је јапанска авијација доста слаба. Заблуда овог мишљена, показала се кобном 10. децембра 1941. године, када су Рипалс и бојни брод Принц оф Велс били нападнути од стране великих јапанских ваздухопловних снага, у рејону Куантана. Током више узастопних напада јапански пилоти су погодили Рипалс са неколико торпеда и бомби, услед чега се брод преврнуо а затим и потонуо.
Почетком рата Ринаун је ангажован у лов на немачке џепне бојне бродове и пробијаче блокаде. Априла 1940. године, заједно са крсташем Рипалс, учествовао је у Норвешкој кампањи, и 9. априла ступио је у борбу са немачким бојним крсташима Шарнхорст и Гнајзенау. Током битке, Ринау погађа 2-3 пута крсташ Гнајзенау, и присиљава немачке бродове на бекство. Од средине 1940. године, до новембра 1941. године, Ринаун је углавном дејствовао по Средоземном мору, а повремено је излазио на Атлантик, да тражи немачке рејдере. Након немачког напада на Совјетски Савез, и доношења одлуке о слању војне помоћи, он је успешно обављао функцију заштите арктичких конвоја, а служио је и као брод за непосредну ватрену подршку. Јануара 1944. године, Ринаун постаје заставни брод Источне флоте, и учествовао је у борби против јапанских снага. Ринаун је 1946. године пребачен у резерву, а 1948. године послат је на сечење.

### Бојни крсташи Сједињених Америчких Држава
Ратне каријере највећих америчких крстарица прошле су скоро непримећено. Крсташ Аласка ступио је услужбу јуна 1944. године, а крсташ Гуам, у октобру 1944. године. До почетка 1945. године, крсташи су вршили борбену обуку, а затим су били уврштени у састав 58. оперативне групе (ен. Task Force. 58). Оба крсташа су учествовала у операцијама заузимања Иво Џиме и Окинаве. Дана, 18. марта 1945. године, они су постигли једини успех у својој борбеној каријери – Аласка је оборила 2 јапанска авиона, а Гуам, 1.
Већ у фебруару 1947. године, оба крсташа су пребачена у резерву, и припремљена за конзервирање. Касније се разговарало о плановима да се оба крсташа преправе у велике ракетне крстарице (ен. CBG), и направљене су неколико варијанте, али због високе цене радова, напуштени су сви пројекти. Крсташи Аласка и Гуан су 1. јуна 1960. године, дефинитивно били обрисани из списка флоте, и годину дана касније предати су на сечење.

### Бојни крсташи Немачке
Немачки бојни крсташи Шарнхорст и Гнајзенау су већином дејствовали заједно. Први борбени успех постигли су 23. октобра 1939. године, када су потопили британску помоћну крстарицу Равалпинди (енгл. Rawalpindi).
Априла 1940. године, оба крсташа су узела учешће у Норвешкој кампањи, и 9. априла ушли су у борбу са британским крсташем Ринаун. Након претрпљене мале штете, оба крсташа се повлаче великом брзином. Јуна 1940. године, они се поново појављују у Норвешком мору, са циљем да пресретну бродове, који су евакуисали британске војнике из Норвешке. Дана, 8. јуна 1940. године, Шарнхорст и Гнајзенау су изненадили и потопили британски носач авиона Глориес и разарараче «Ардент» и «Акаста». Међутим, британци успевају једним торпедом да погоде крсташ Шарнхорст, и он је био присиљен да оде у Кил, ради ремонта. Током пута ка немачкој, битанска подморница Клајд је успела да погоди једним торпедом Гнајзенау, те је и он отишао на ремонт.
Након завршеног ремонта, немачки бојни крсташи одлазе на први, а како се касније испоставило, уједно и последњи задатак за који су они заправо дизајнирани - препад на Британске комуникације по Атлантику. Препад је трајао од 22. фебруара до 22. марта 1941. године, и том приликом су потопљена или заробљена 22 непријатељска трговачка брода. У овом случају, Шарнхорст и Гнајзенау су морали да одустану од директних напада на конвоје, пошто су им заштиту пружали стари, али и сувише јаки бојни бродови.
Иако ефикасност препада није била висока у поређењу са достигнућима немачких подморница, бојни крсташи су успели да постигну резултат, за који подморнице нису биле способне — на комуникацијама противника, завладала је паника.
Од марта 1941. године, до фебруара 1942. године, Шарнхорст и Гнајзенау, били су стационирани у Бресту, где су често били изложени нападима британских авиона, и трпели су све већу и већу штету. На крају, Адолф Хитлер је наредио адмиралу Редеру, команданту немачке морнарице, да пребаци бродове у немачку, или да их демонтира на лицу места. Собзиром на овај категорички став, немачка команда је била присиљена да направи план за операцију Керберус.
У периоду од 11. до 13. фебруара 1942. године, Шарнхорст, Гнајзенау и тешка крстарица Принц Ојген, уз подршку лаких морнаричких снага и Луфтвафе, успели су да се пробију кроз Ламанш, издржавши све нападе британских ваздушних и поморских снага. На путу ка свом одредишту, оба крсташа су ударила и подводне мине, те су морали отићи на ремонт.
Током ремонта, Гнајзенау је 26. фебруара 1942. године, био погођен бомбом, која је проуз роковала детонацију муниције у предњој артиљеријској муницијској комори. Брод је био толико оштећен, да је требало радити две године на његовом ремонту, а уз то је одлучено да се његове троцевне куле са топовима од 283 мм, замене двоцевним са топовима од 380 мм. Међутим, озбиљнији ремонт никада није започет, и Гнајзенау су Немци потопили 27. марта 1945. године, као блок-брод.
Након ремонта, Шарнхорст прелази марта 1943. године, да базира у Норвешку. Септембра исте године, учествује у препаду на Свалбард. Дана, 25. децембра 1943. године, Шарнхорст испловљава са циљем да изврши напад на конвој JW-55B. Ујутру 26. децембра 1943. године, он је ступио у борбу са британским снагама, које су се састојале од једна тешке крстарице и две лаке крстарице. У току битке немачки брод губи радар и напустио је битку, али је затим поново покушао да се приближи конвоју. Исте вечери, Шарнхорст се сусрео са британским бојним бродом Дјук оф Јорк и покушао је да побегне од много јачег противника. Међутим, један од погодака му је оштетио котларницу, те је његова брзина нагло пала. Ускоро га нападају и британске лаке поморске снаге. После неравноправне борбе, Шарнхорст је потонуо, добивши велики број погодака тешких пројектила и 11 торпеда, чиме је показао изузетно велику жилавост, својствену немачким великим бродовима.

### Бојни крсташи Јапана
До почетка рата на Тихом океану, сви бродови класе Конго, прошли су кроз неколико модернизације и били су у сатаву главних снага јапанске флоте, укључујући и бивши школски брод Хиеи. Ипак, јапанска морнаричка команда је сматрала бојне крсташе као потрошни материјал у првој фази рата, настојећи да сачувају своје бојне бродове за планиране одлучујуће битке.
Бојни крсташи су од самог почетак непријатељства ангажовани у текућим операцијама јапанске флоте. Киришима и Хиеи су учествовали у заштити јапанских носача авиона, који су извели напад на Перл Харбор, 7. децембра 1941. године, а Конго и Харуна су пружали заштиту десантним операцијам у Малезији, децембра 1941. године. Током јануара и фебруара 1942. године, бојни крсташ су активно учествовали у јапанској окупацији Индонезије. Ватру ка непријатеља, они су први пут отворили 1. марта 1942. године. Испаливши скоро 300 пројектила главног калибра, ка америчком разарачу, «Хиеи» и «Киришима» нису успели ни једном да погоде циљ. Следећи задатак бојних крсташа, био је заштита носача авиона, приликом препада на Индијски океан, априла 1942. године, а затим и у бици за Мидвеј 4.-5. јуна 1942. године. У оба случаја, бојни крсташи нису претрпели ни најмања оштећења.
У јесен 1942. године, бојни крсташи су узели активно учешће у борби за острво Гвадалканал. Они су пружали заштиту носачима авиона у бици код источних Соломона, и у бици код острва Санта Круз, подржани лаким снагама јапанске флоте. Шта више, међу њиховим задацима, било је и бомбардовање аеродрома Хендерсеново поље, на Гвадалканалу, са кога су Американци господарили небом, у тој области.
Први такав задатак, био је веома успешан, али у ноћи 12. новембра 1942. године, «Хиеи» и «Киришима», су заједно са јапанским лаким снагама, наишли су на јак амерички састав, састављен од крстарица и разарача. Током хаотичног сукоба, који се одигравао на веома малој даљини, «Хиеи» је претрпео озбиљна оштећења, а рано ујутру, Американци су га још више оштетили серијом авио напада. Као резултат тога, Јапанци су били принуђени да сами потопе свој брод. У ноћи 15. новембра 1942. године, у рејону Гвадалканала, потонуо је и крсташ Киришима. Он је ушао у борбу са америчким снагама, у којима се налазио и нови амерички бојни брод Вашингтон. Добивши велики број погодака, «Киришима» је напустио јапански састав, и након безуспешне борбе посаде, он је потонуо.
Преостали бојни крсташи, узели су учешће у две последње крупне операције јапанске флоте. У бици за Маријанска острва (битка у Филипинском мору), 19. – 20. јун 1944. године, њихова једина угола била је пружање противавионске заштите. Током битке за Филипине, 25. октобра 1944. године, «Конго» и «Харуна» су били део ударних снага адмирала Курите, пуцали су ка америчким ескортним носачима авиона, али без неких већих успеха.
Бојни крсташ «Конго» је 21. новембра 1944. године, потопила америчка подморница Силајен.«Харуна», последњи јапански бојни крсташ, практично више није ни излазио на море, због константне несташице горива. Дана 28. јула 1945. године, у луци Куре, он је нападнут од већег броја америчких авиона, и услед великих оштећења, тоне на плитко дно.

## Резултати развоја бојних крсташа
На појаву и развој првих бојних крсташа, утицао је низ фактора. Руковођени стереотипима, адмирали нису одмах прихвати идеју о изградњи великих брзих капиталних бродова, већих чак и од савремених дреднота. Собзиром на релативно низак укупан капацитет првих парних турбина, они су морали нешто да жртвују, ради постизања веће брзине. Као резултат тога, појавили су се потпуно неуравнотежени британски бојни крсташи првих пројекта, као и немачки, такође са одређеним недостацима.
Већ током Првог светског рата, логика развоја, заједно са напредком у области бродске енергетике, довео је пројектовања веома добрих бродова, од којих је ступио у строј једино «Худ», често називан бојна крстарица. Даље, у пројекту «Г-3», британски пројектанти су предвидели даљи развој бојних крсташа, који је на крају обједињен са бојним бродовима, у јединствени тип брзих артиљериских бродова. Тачније, бојни крсташи су постали непотребни.
Међутим, на развој бродоградње, умешала се политика. Вашингтонским поморским уговором, не само да је стопирана градња капиталних бродова, него су и вештачки установљена квалитативна ограничења. Као резултат тога, бојни бродови пројектовани по стандардима Вашингтонског уговора, нису били у потпуности хармонични, и њихови конструктори су били присиљени да жртвују неке ствари. У таквој ситуацији, изградња бродова типа «Денкерк» и «Шарнхорст«, изгледала је као релативно разуман корак, јер су француска и немачка морнарица у то време биле под притиском финансијских и политичких ограничења.
Идеја за градњу бојних крсташа треће генерације – оригинлни ловци тешких крстарица, у потпуности су били неприлагођена за борбу против бојних бродова, што је представљало велики проблем. Бродови су били велики и скупи, и њихова једина предност била је 2-3 чвора већа брзина, у односу на савремене бојне бродове. Међутим, како се показало у Другом светском рату, блага предност у брзини није дала очекиване резултате. Много већу улогу у реалним биткама, имала је тактика изненађења.
На крају, супер крстарица није била линеарна, а изградити изузетно скупе, али високоспецијализоване бродове, било је крајње бесмислено. Тачку на развој бојних крсташа ставили су бојни бродови типа Ајова, који су били способни да држе корак са сваком тешком крстарицом, и лако су је могли у борби уништити.